# Gouvernement Boumédiène II
République algérienne
Boumédiène I Boumédiène III
Le gouvernement Boumédiène II est un gouvernement décrété en Algérie par le Conseil de la révolution, qui a exercé du 10 juillet 1965 au 21 juillet 1970.

## Composition
| Fonction                                               | Titulaire | Titulaire | Parti |
| ------------------------------------------------------ | --------- | --- | ----- |
| Chef du gouvernement, ministre de la Défense nationale |           | Houari Boumédiène | FLN   |
| Ministre d'État                                        |           | Rabah Bitat devient ministre d'État chargé des Transports le 27 septembre 1966,                                                                                                 | FLN   |
| Ministre des Affaires étrangères                       |           | Abdelaziz Bouteflika | FLN   |
| Ministre de l'Intérieur                                |           | Ahmed Medeghri | FLN   |
| Ministre des Finances et du Plan                       |           | Kaïd Ahmed démission le 14 décembre 1967, intérim assuré par Ahmed Medeghri Chérif Belkacem nommé le 7 mars 1968,, intérim assuré de nouveau par Ahmed Medeghri le 17 mars 1970 | FLN   |
| Ministre de l'Agriculture et de la Réforme agraire     |           | Ahmed Mahsas remplacé par Ali Yahia Abdennour le 24 septembre 1966, puis par Mohamed Tayebi Larbi le 7 mars 1968,                                                               | FLN   |
| Ministre de l'Information                              |           | Bachir Boumaza remplacé par Mohamed Seddik Benyahia le 24 octobre 1966 | FLN   |
| Ministre de la Justice, garde des Sceaux               |           | Mohamed Bedjaoui | FLN   |
| Ministre de l'Éducation nationale                      |           | Ahmed Taleb Ibrahimi | FLN   |
| Ministre de la Santé publique                          |           | Tedjini Haddam remplacé par Omar Boudjellab le 21 mai 1970, | FLN   |
| Ministre des Anciens Moudjahidine                      |           | Boualem Benhamouda | FLN   |
| Ministre de l'Industrie et de l'Énergie                |           | Belaïd Abdeslam | FLN   |
| Ministre des Postes et Télécommunications              |           | Abdelkader Zaïbek | FLN   |
| Ministre des Travaux publics                           |           | Ali Yahia Abdennour le ministère est rattaché aux P&T entre 24 septembre 1965 et 24 septembre 1966 [réf. nécessaire] puis nommé Lamine Khene le 24 septembre 1966               | FLN   |
| Ministre de l'Habitat et de la Reconstruction          |           | Mohamed El Hadi Hadj Smaine démission le 10 avril 1966, secteur de l'habitat rattaché à l'intérieur, reconstruction aux travaux publics                                         | FLN   |
| Ministre du Commerce                                   |           | Noureddine Delleci remplacé par Layachi Yaker le 9 juin 1969 | FLN   |
| Ministre du Travail et des Affaires sociales           |           | Abdelaziz Zerdani remplacé par Mohamed Saïd Mazouzi le 7 mars 1968 | FLN   |
| Ministre du Tourisme                                   |           | Abdelaziz Maoui | FLN   |
| Ministre de la Jeunesse et des Sports                  |           | Abdelkrim Benhamoud | FLN   |
| Ministre des Habous                                    |           | Larbi Saadouni remplacé par Mouloud Kassim le 1er juin 1970, | FLN   |